# Scharbach (Grasellenbach)
Scharbach ist ein Ortsteil der Gemeinde Grasellenbach im südhessischen Landkreis Bergstraße. Der Ort ist ein staatlich anerkannter Erholungsort.

## Geographische Lage
Scharbach liegt in dem Tal des gleichnamigen Baches, einem rechten westlichen Seitental des Ulfenbachs  im Odenwald und besteht im Kern aus im ganzen Tal verstreut liegenden großen landwirtschaftlichen Gehöften, zwischen denen einige Wohnbebauung entstanden ist. Scharbach liegt ca. 14 km östlich von Heppenheim und 2,5 km südlich der Gemeindeverwaltung in Hammelbach. Der Ortsteil besteht aus den Gemarkungen Ober-Scharbach mit einer Fläche von 20,2 Hektar und Unter-Scharbach mit 24,8 Hektar. Beide Gemarkungen liegen am südlichen Rand des Gemeindegebiets und haben zusammen ca. 198 Hektar Waldfläche. Der Wohnplatz Tromm liegt in der Gemarkung Ober-Scharbach. Die Ortslage befindet sich auf 370 bis 555 m ü. NHN, wobei der Wohnplatz Tromm mit 579 m auch den höchste Punkt der Gemarkung bildet. An den Ortsteil Scharbach grenzen, von Norden beginnend, im Uhrzeigersinn, die Ortsteile Hammelbach und Litzelbach, im Osten der Ortsteil Wahlen, im Süden Wald-Michelbacher Ortsteil Kocherbach und im Westen die Gemeinde Rimbach.

## Geschichte
Eine erste Erwähnung als „Scharpach“ ist aus dem Jahr 1359 überliefert.
Die Gemeinde Scharbach entstand zum 1. Juli 1953 durch den Zusammenschluss der Gemeinden Unter-Scharbach und Ober-Scharbach. Letztere umfasste auch ganz im Westen den hoch gelegenen Wohnplatz Tromm, der am 1. Oktober 1955 mit 23 Einwohnern aus der Gemeinde Affolterbach umgemeindet wurde. Im Zuge der Gebietsreform in Hessen wurde Scharbach zum 1. August 1972 in die Gemeinde Grasellenbach eingegliedert. Seitdem gilt Scharbach im Ganzen als Ortsteil der Gemeinde, ist aber nach wie vor in zwei Gemarkungen geteilt. Ortsbezirke nach der Hessischen Gemeindeordnung wurden nicht errichtet.
Siehe auch:
- Geschichte Unter-Scharbach
- Geschichte Ober-Scharbach

### Einwohnerentwicklung
| Scharbach: Einwohnerzahlen von 1956 bis 2011 | Scharbach: Einwohnerzahlen von 1956 bis 2011 | Scharbach: Einwohnerzahlen von 1956 bis 2011 | Scharbach: Einwohnerzahlen von 1956 bis 2011 | Scharbach: Einwohnerzahlen von 1956 bis 2011 |
| --- | -------------------------------------------- | -------------------------------------------- | -------------------------------------------- | -------------------------------------------- |
| Jahr |                                              |                                              |                                              | Einwohner                                    |
| 1956 | 1956                                         |                                              | 456                                          | 456                                          |
| 1961 | 1961                                         |                                              | 458                                          | 458                                          |
| 1967 | 1967                                         |                                              | 460                                          | 460                                          |
| 1970 | 1970                                         |                                              | 453                                          | 453                                          |
| 1980 | 1980                                         |                                              | ?                                            | ?                                            |
| 1990 | 1990                                         |                                              | ?                                            | ?                                            |
| 2005 | 2005                                         |                                              | 504                                          | 504                                          |
| 2011 | 2011                                         |                                              | 525                                          | 525                                          |
| Datenquelle: Historisches Gemeindeverzeichnis für Hessen: Die Bevölkerung der Gemeinden 1834 bis 1967. Wiesbaden: Hessisches Statistisches Landesamt, 1968. Weitere Quellen: ; Zensus 2011 |                                              |                                              |                                              |                                              |

### Religionszugehörigkeit
- 1961: 458, davon 260 evangelisch (= 56,77 %), 193 katholisch (= 42,14 %)

## Verkehr
Für den Straßenverkehr ist Scharbach durch die Kreisstraße K 27 und K 27 a erschlossen, die  bei Wahlen von der Landesstraße L 3346 abzweigt und ganz Scharbach bis zum Ortsteil Tromm durchzieht, um dort zu enden. Von Unter-Scharbach aus führt eine Gemeindeverbindungsstraße nach Norden zu dem wenige Hundert Meter entfernten Ortsteil Litzelbach.